# Steve Agee

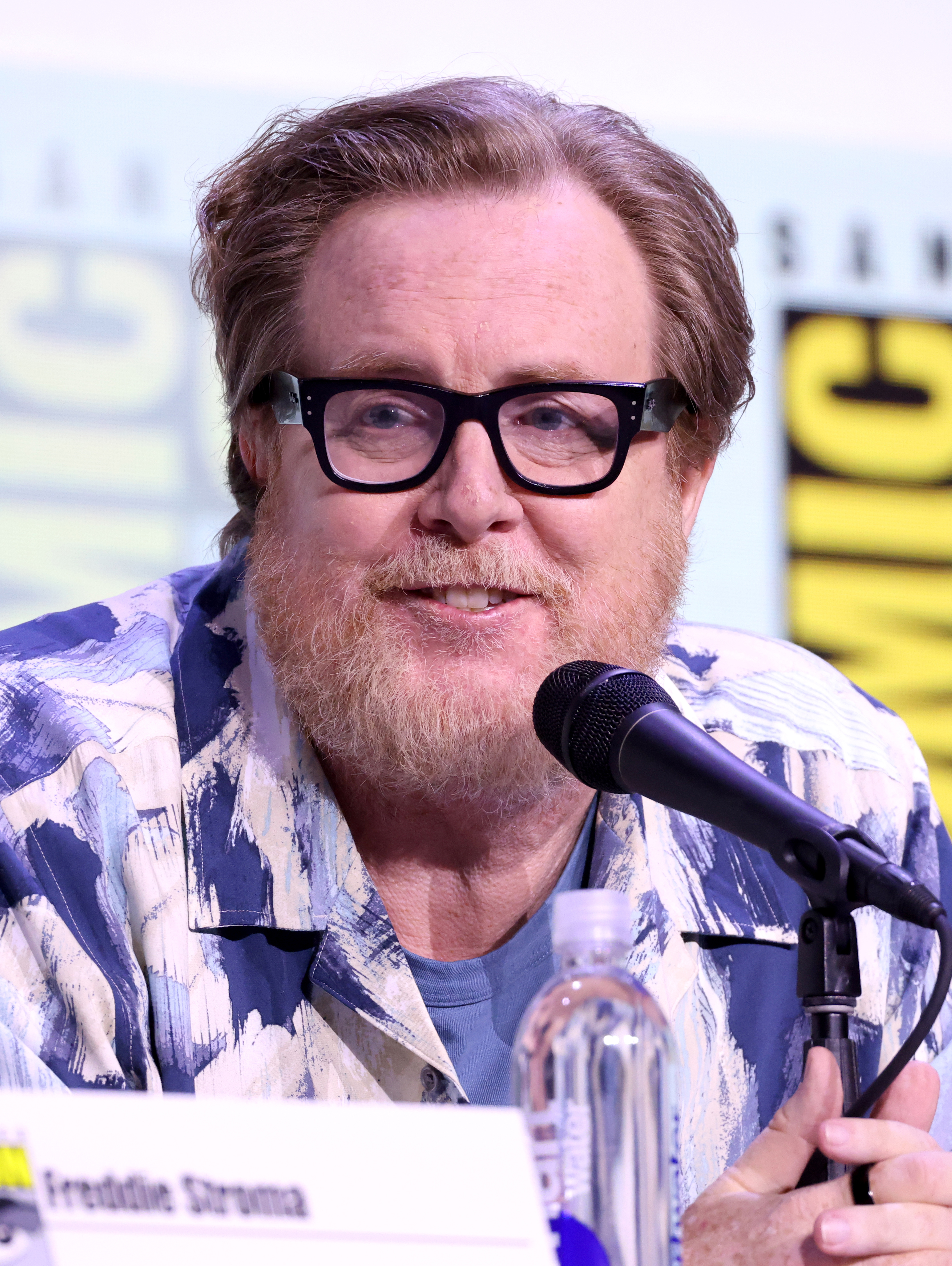
Steve Agee (2025)

Steven Douglas Agee (* 26. Februar 1969 in Riverside, Kalifornien) ist ein US-amerikanischer Schauspieler, Comedian und Autor.

## Leben und Karriere
Steve Agee stammt aus Riverside in Kalifornien und ist seit dem Jahr 2000 im Schauspielgeschäft aktiv. Zuvor schloss er die Valley Forge Military Academy in Wayne, Pennsylvania erfolgreich ab. Von 2005 bis 2008 war Agee der Hauptautor für die Jimmy Kimmel Live!-Late-Night-Show.
Regelmäßig arbeitet Agee mit guten Freunden zusammen, etwa mit Sarah Silverman, an deren Seite er etwa von 2007 bis 2010 in The Sarah Silverman Program. zu sehen war, oder mit James Gunn, der ihn 2017 für seinen Film Guardians of the Galaxy Vol. 2 in der Rolle des Ravagers Gef besetzte. Eine weitere bekannte Serienrolle verkörperte er von 2013 bis 2017 als Outside Dave in der Sitcom New Girl. Auch mit Stay, Super - Shut Up, Crime oder Rebirth verbuchte er Auftritte in Filmen. 2021 wirkte er in James Gunns The Suicide Squad mit, in dem er die Figur John Economos verkörperte und zudem Kingshark mittels des Motion-Capture-Verfahrens zum Leben erweckte. Als John Economos trat er Anfang 2022 auch in der Ableger-Serie Peacemaker auf.
Auch in Gastrollen im Fernsehen ist Agee sehr häufig zu sehen bzw. zu hören, so bislang etwa in Children’s Hospital, Bob’s Burgers, Death Valley, Happy Endings, 2 Broke Girls, The League, The Cleveland Show, Rick and Morty, Community, Modern Family, American Dad, American Housewife oder You’re the Worst. Bislang war Agee im Laufe seiner Karriere an mehr als 140 Film- und Fernsehproduktionen beteiligt.

## Filmografie (Auswahl)
als Darsteller
- 2000: The Bogus Witch Project
- 2003: Computerman (Fernsehserie, Episode 1x02)
- 2004: Aquapals (Fernseh-Kurzfilm)
- 2004: Who's Teaching Whom? (Fernsehserie, Episode 1x03)
- 2005: Dick Richards: Private Dick (Fernsehserie, Episode 1x04)
- 2005: Rock Gods of Rock (Fernsehserie, Episode 1x04)
- 2005: Stay
- 2005–2010: Yacht Rock (Fernsehserie, 3 Episoden)
- 2006: Pretty President (Fernsehserie, 2 Episoden)
- 2006: Phone Sexxers (Fernsehserie, Episode 1x02)
- 2006: Exposure (Fernsehserie, Episode 1x02)
- 2006: Chad Vader: Day Shift Manager (Fernsehserie, Episode 1x05)
- 2007: Videogame Theater (Fernsehserie, Episode 1x12)
- 2007: Reporters (Fernsehserie, Episode 1x02)
- 2007: Derek and Simon: The Show (Fernsehserie, Episode 1x11)
- 2007: ChooseYourOwnSelectAVision.TV (Fernsehserie, Episode 1x04)
- 2007: The Carebears (Kurzfilm, Stimme)
- 2007: Wainy Days (Fernsehserie, Episode 2x03)
- 2007–2010: Das Sarah Silverman Programm (The Sarah Silverman Program., Fernsehserie, 32 Episoden)
- 2008: Drunk History (Fernsehserie, Episode 1x05)
- 2008: Return to Supermans (Fernsehserie, 2 Episoden)
- 2008: The Bed & Breakfast Club (Fernsehserie, Episode 1x05)
- 2008: Kitten vs. Newborn (Fernsehserie, Episode 1x04)
- 2008: Held Up (Fernsehfilm)
- 2009: Match.com Commercial (Kurzfilm)
- 2009: The Quitter Show (Fernsehserie, Episode 1x02)
- 2009: Channy Awards (Fernsehserie, Episode 7x01)
- 2010: Aus Versehen glücklich (Accidentally on Purpose, Fernsehserie, Episode 1x17)
- 2010: The Suits (Fernsehserie, 4 Episoden, Stimme)
- 2010: Human Centipede Anonymous (Kurzfilm)
- 2010: Super - Shut Up, Crime!
- 2010, 2013: Children’s Hospital (Fernsehserie, 2 Episoden)
- 2011, 2021: Bob’s Burgers (Fernsehserie, 2 Episoden, Stimme)
- 2011: Our Footloose Remake
- 2011: The Back Room (Fernsehserie, Episode 1x20)
- 2011: God Bless America
- 2011: Death Valley (Fernsehserie, Episode 1x04)
- 2011: Angry White Man
- 2011: Pretend Time (Fernsehserie, Episode 2x04)
- 2011–2018: Abenteuerzeit mit Finn und Jake (Adventure Time with Finn & Jake, Fernsehserie, 10 Episoden, Stimme)
- 2012: Happy Endings (Fernsehserie, Episode 2x12)
- 2012: Hit and Run
- 2012: The League (Fernsehserie, Episode 4x07)
- 2012: The Polterguys
- 2012–2015: Car-Jumper (Fernsehserie, 24 Episoden)
- 2012, 2016: 2 Broke Girls (Fernsehserie, 2 Episoden)
- 2013: The Cleveland Show (Fernsehserie, Episode 4x14, Stimme)
- 2013: The Insomniac
- 2013: Dealin' with Idiots
- 2013: Film Pigs (Fernsehserie, Episode 2x38)
- 2013–2018: New Girl (Fernsehserie, 14 Episoden)
- 2014: Rick and Morty (Fernsehserie, Episode 1x05, Stimme)
- 2014: Abby in the Summer
- 2014: American Viral (Fernsehserie, Episode 1x05)
- 2014: Garfunkel and Oates (Fernsehserie, Episode 1x01)
- 2014: Dark Was the Night
- 2014: Me
- 2014–2015: Community (Fernsehserie, 2 Episoden)
- 2014–2019: You're the Worst (Fernsehserie, 7 Episoden)
- 2015: A to Z (Fernsehserie, Episode 1x12)
- 2015: Bummed (Kurzfilm)
- 2015: Amigo Undead
- 2015: The Soft Parade (Kurzfilm)
- 2015: Maron (Fernsehserie, Episode 3x11)
- 2015: Comedy Bang! Bang! (Fernsehserie, Episode 4x25)
- 2015: The Hive
- 2015: Dementia
- 2015–2016: Regular Show – Völlig abgedreht (Regular Show, Fernsehserie, 2 Episoden, Stimme)
- 2015–2016: Questionable Science (Fernsehserie, 6 Episoden)
- 2016: Maid of Heaven (Kurzfilm)
- 2016: Modern Family (Fernsehserie, Episode 7x13)
- 2016: American Dad (Fernsehserie, Episode 11x07, Stimme)
- 2016: D-Sides (Fernsehserie, 5 Episoden)
- 2016: Rebirth
- 2016: Slumber Time (Fernsehserie, Episode 1x20)
- 2016–2021: Superstore (Fernsehserie, 12 Episoden)
- 2017: Heartland
- 2017: Different Flowers
- 2017: American Housewife (Fernsehserie, 2 Episoden)
- 2017: Guardians of the Galaxy Vol. 2
- 2017: Speechless (Fernsehserie, Episode 2x04)
- 2018: Another Period (Fernsehserie, Episode 3x07)
- 2018: Drunk History (Fernsehserie, Episode 5x08)
- 2018: Can't Have You
- 2019: Aliens, Clowns & Geeks
- 2020: Die Conners (The Conners, Fernsehserie, 2 Episoden)
- 2020: Close Enough (Fernsehserie, Episode 1x02, Stimme)
- 2021: The Suicide Squad
- 2022: Peacemaker (Fernsehserie, 8 Episoden)
- 2023: Shazam! Fury of the Gods
- seit 2024: Creature Commandos (Fernsehserie, Stimme)

als Autor
- 2005–2008: Jimmy Kimmel Live! (Fernsehshow)
- 2007–2009: Channy Awards (Fernsehserie, 2 Episoden)
- 2009: Fulcher Rapping (Kurzfilm)
- 2010: Whip It: Deleted Scene (Kurzfilm)